# Katastrophenschutz der Deutschen Bundespost
Der Katastrophenschutz der Deutschen Bundespost sollte eine ausreichende Versorgung mit Post- und Fernmeldedienstleistungen sicherstellen, insbesondere zur Aufrechterhaltung der Staats- und Regierungsgewalt, zur Versorgung von Bevölkerung, Wirtschaft und Verwaltung sowie zur Unterstützung der Streitkräfte im Krisen- oder Katastrophenfall.

## Ausrüstung
Die Deutsche Bundespost war als Träger der Fernmeldehoheit in das staatliche Katastrophenschutz-System in der Bundesrepublik eingebunden. Dafür unterhielt die Bundespost spezielle Kraftfahrzeuge, die u. a. zur Brandbekämpfung eingesetzt wurden. Zusätzlich wurden Postmitarbeiter für den Katastrophenschutz ausgebildet. Der sogenannte „Selbstschutz“ der Deutschen Bundespost ist auch heute bei den Nachfolgeunternehmen (Deutsche Post und Deutsche Telekom) weiterhin aktiv. Die Organisation des Katastrophenschutzes orientierte sich vor allem an strategisch wichtigen Einrichtungen, wie technischen Funkanlagen und Rechenzentren.
Die Deutsche Bundespost (DBP) verfügte über eigene Fahrzeuge für diese Aufgabe.

## Heutige Bedeutung
Nach der Privatisierung der Deutschen Bundespost und Öffnung der Märkte für private Unternehmen hat auch die Bedeutung des Unternehmens für die Versorgung der Bürger mit Post- und Fernmeldedienstleistungen in Krisenzeiten abgenommen. Neben weiteren Post- und Telekommunikationsdienstleistern stehen heute auch andere Kommunikationswege wie E-Mail, Mobilfunk oder das Internet zur Verfügung. Dennoch schuf man noch 1994 für die Nachfolgeunternehmen und neuen Anbieter mit dem Postsicherstellungsgesetz rechtliche Rahmenbedingungen für die Sicherstellung der Telekommunikation und des Postwesens.